# ألكسندر يوفانوفيتش (سياسي)
ألكسندر يوفانوفيتش هو سياسي صربي، ولد في 4 يونيو 1976. نشط حزبياً في League of Social Democrats of Vojvodina ‏.